# Ásotthalom
Ásotthalom (ehemals Várostanya) ist eine ungarische Großgemeinde im Kreis Mórahalom im Komitat Csongrád-Csanád.

## Geografische Lage
Ásotthalom liegt im Süden Ungarns, 29 Kilometer südwestlich des Komitatssitzes Szeged und 8 Kilometer westlich der Kreisstadt Mórahalom. Das Gemeindegebiet erstreckt sich bis an die Grenze zu Serbien, der Ort selbst befindet sich ungefähr 5 Kilometer nördlich der Grenze. Nachbargemeinden sind Kelebia, Öttömös und Ruzsa.
Zwischenzeitliche Bekanntheit erlangte Ásotthalom durch den nahegelegenen Grenzübergang nach Serbien und eine benachbarte Bahnstrecke via Röszke, die Hauptrouten während der Flüchtlingskrise in Europa 2015/2016 waren, sowie den infolge gebauten gebauten ungarischen Grenzzaun. Dennoch kommen an dieser Stelle viele Illegale über die Grenze, da sie den Zaun mit Trennschleifern aufschneiden und sich gegen die Grenzjäger mit Waffengewalt stellen. Das Problem ist das Wildgehege, dass nicht von der Polizei und den Grenzjägern betreten werden darf und durch das die Illegalen ihre Flucht vor der Verhaftung fortsetzen.

## Gemeindepartnerschaften
- Bački Vinogradi, Serbien
- Plăieșii de Jos, Rumänien

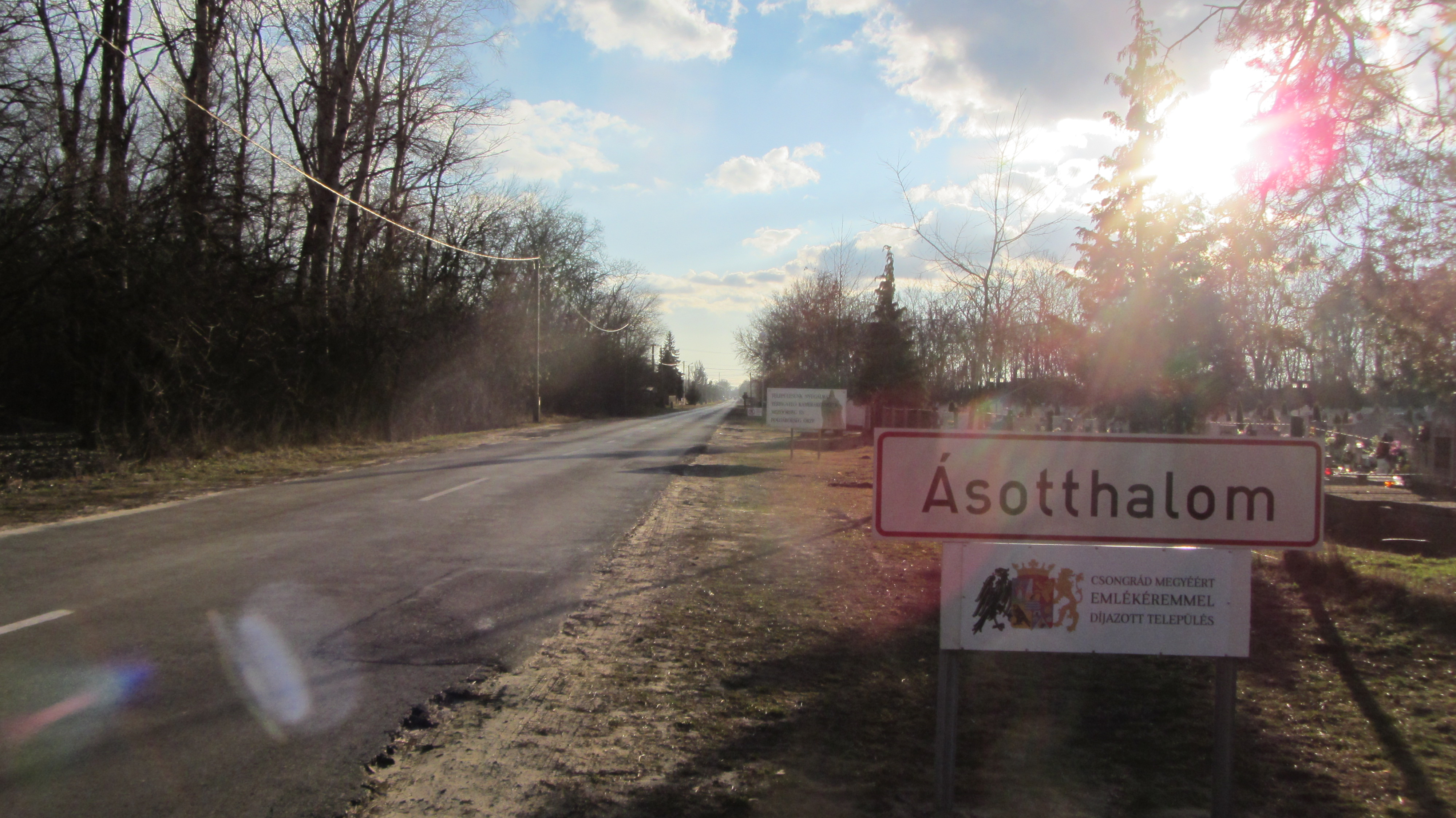
Ortseingang von Ásotthalom (2016)

## Sehenswürdigkeiten
- Bad (Homokháti Strand)
- Albert-Bedő-Büste, erschaffen 1962 A. József Antal
- Ferenc-Kiss-Gedenktafel, erschaffen 1977 von László Cs. Kovács
- Ferenc-Teodorovits-Gedenktafel, erschaffen 1989 von Veronika Fűz
- Kunó-Klebelsberg-Büste, erschaffen von Bonaventura Serban
- Märtyrerdenkmal (Magyar mártíromság emlékműve), erschaffen von Klára Tóbiás (am Grenzübergang nach Serbien)
- Naturlehrpfad (Csodarét tan- és túraösvény)
- Römisch-katholische Kirche Jézus Szíve, erbaut 1930 (Neuromanik)
- Römisch-katholische Kapelle Magyarok Nagyasszonya, erbaut 1937 (nordwestlich des Ortes gelegen)
- Sándor-Petőfi-Relief, erschaffen 1974 von Miklós Borsos
- Sándor-Rózsa-Erlebnishaus (Rózsa Sándor Élményház)
- Statue Hírhozó Angyal, erschaffen von Klára Tóbiás
- Szent-István-Statue (Szent István-szobor), erschaffen von Bonaventura Serban

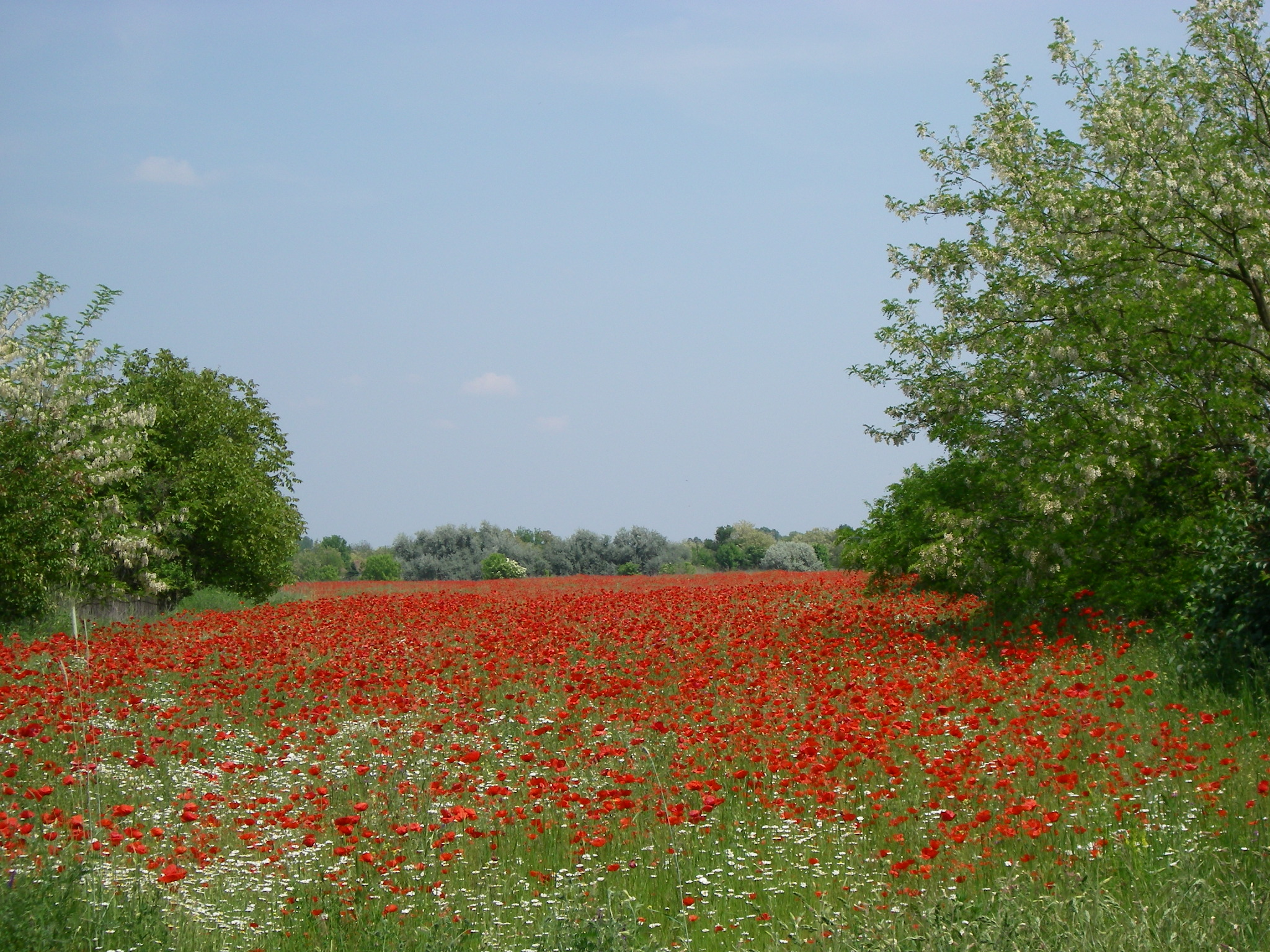
Mohnfeld bei Ásotthalom

## Verkehr
In Ásotthalom treffen die Landstraßen Nr. 5509 und Nr. 5511 aufeinander. Die Landstraße Nr. 5511 führt von der Großgemeinde zum Grenzübergang nach Serbien. Nördlich des Ortes verläuft die Hauptstraße Nr. 55. Es bestehen Busverbindungen nach Mórahalom, Szeged und Kelebia, wo sich der nächstgelegene Bahnhof befindet.